# Isabella Woldt
Isabella Woldt (* 1969 in Bärwalde) ist eine deutsche Kunsthistorikerin, Professorin und Ausstellungskuratorin.

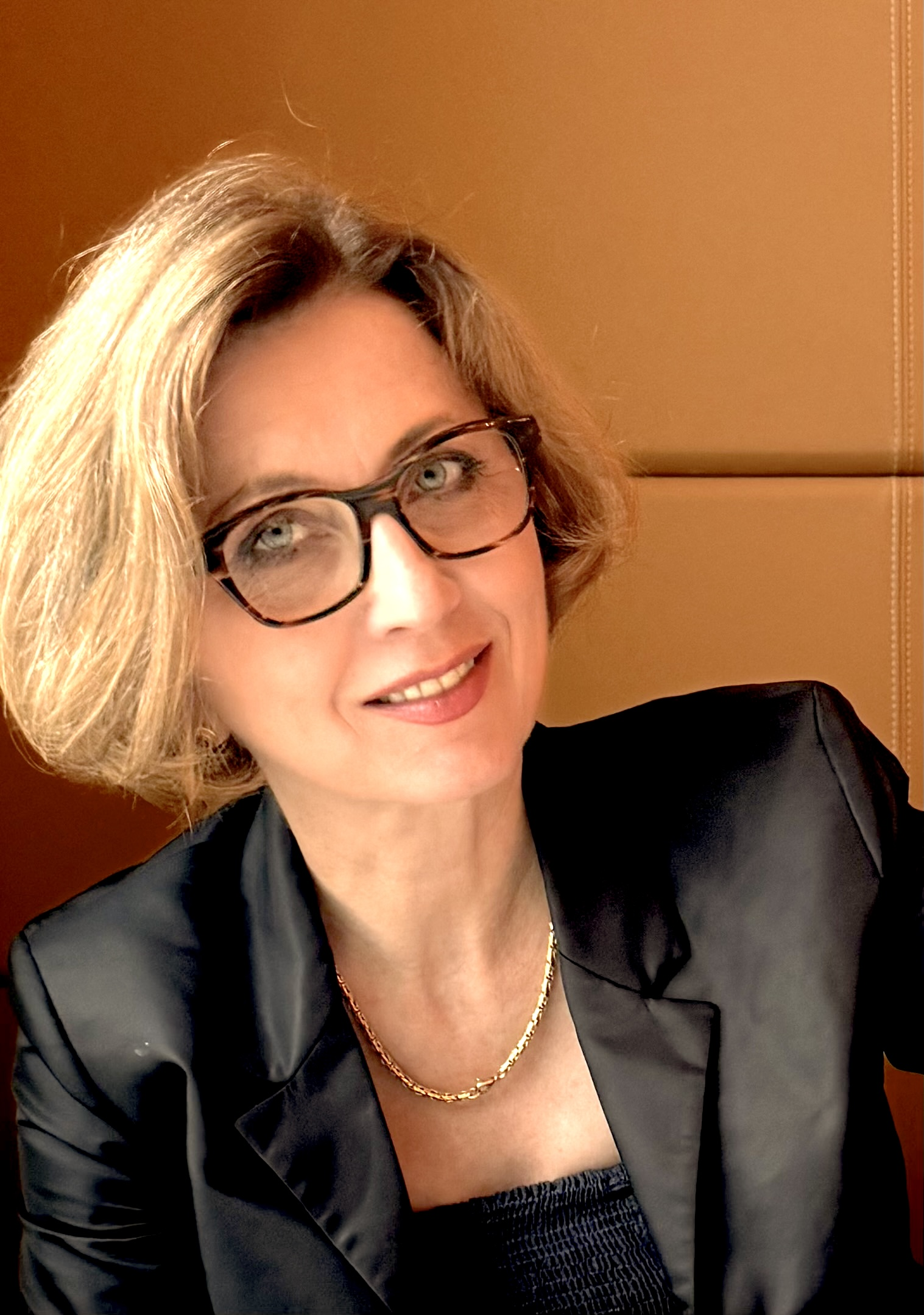
Isabella Woldt, 2024

Seit 2020 ist sie Professorin für Kunsttheorie und Künstlerische Praxis an der MSH Medical School Hamburg – University of Applied Sciences and Medical University mit besonderer Berücksichtigung der Kunstpsychologie, Ästhetik und Ethik (v. a. Medizinethik und Kunstethik).

## Leben
Isabella Woldt studierte Kunstgeschichte und Philosophie an der Universität Hamburg und promovierte 2001 ebendort bei Martin Warnke und Wolfgang Kemp. Sie war Mitglied des DFG-Graduiertenkollegs „Politische Ikonographie“ und Stipendiatin der Deutschen Forschungsgemeinschaft. In ihrer Dissertation zum Thema „Architektonik der Formen in Shaftesburys Second Characters. Über die soziale Neigung des Menschen, Kunstproduktion und Kunstwahrnehmung“ (2004, Deutscher Kunstverlag) legt sie die erste umfassende Studie zu Lord Shaftesburys (A. A. Cooper 3rd Earl) Theorie der Kunst der Frühaufklärung, die auf „Second Characters or the Language of Forms“, einem bis dato unveröffentlichten Manuskript des Philosophen aus dem Jahr 1712 basiert. Ihre zweite wissenschaftliche Monografie schrieb sie zum Thema „Im Labor der Bildertafeln. Aby Warburgs Theorie des Bildgedächtnisses“. Darin untersucht sie die Funktion der Bilderreihen als Methodik für die psychologisch orientierte Kunstwissenschaft und als Grundlage der Bildgedächtnistheorie von Aby Warburg, zugleich wirft sie einen neuen Blick auf Warburgs Position in seiner Zeit und die Bedeutung seiner akademischen Ergebnisse für die Weiterentwicklung der Fachdisziplin.
Nach ihrer Dissertation folgten Stationen am Kunsthistorischen Institut der A. Mickiewicz Universität Poznan (Polen) zunächst als DAAD-Gastdozentin, dann als Adjunkt (Assistant Professor); akademische Tätigkeit als wissenschaftliche Mitarbeiterin und Lehrbeauftragte am Kunstgeschichtlichen Seminar und Philosophischen Seminar der Universität Hamburg und am Warburg-Haus in Hamburg. Von 2014 bis 2018 war sie Research Fellow des vom BMBF geförderten Forschungsverbundes „Bilderfahrzeuge. Aby Warburg Legacy or the Future of Iconology“ am Warburg Institute in London, wo sie am individuellen Forschungsprojekt zu historischen Tapisserien arbeitete.
Von 2005 bis 2017 war sie Mitherausgeberin der Aby M. Warburg Edition als Studienausgabe und trug maßgeblich zur Wiederbelebung und Fortführung des großen Editionsvorhabens bei.[ii] 2012 veröffentlichte sie als Co-Autorin Bd. II.2 der Studienausgabe: „Aby Warburg. Bilderreihen und Ausstellungen“ (Akademie Verlag, Berlin).[iii]

## Forschung und Arbeitsschwerpunkte
Woldt erforscht Zusammenhänge zwischen Kunstpsychologie, Kunsttheorie und Kunstpraxis, mit besonderem Augenmerk auf die Phänomene der Körperwahrnehmung, Erinnerungsprozesse und Identitätskonstruktion im Zusammenhang mit bildender Kunst und Architektur. Ein zentraler Aspekt der Untersuchungen liegt in der Analyse der Schnittstellen zwischen künstlerischem Schaffen, Erinnerungskultur und gesellschaftlichen Strukturen. In der Tradition der Hamburger Schule und der empirischen Kunstwissenschaft des frühen 20. Jahrhunderts stehend, wird dabei Kunst als multidimensionaler Wirkprozess im Sinne des Embodiment-Paradigmas konzeptualisiert. Darüber hinaus befasst sie sich mit ethischen Implikationen in Kunst- und Bildmedien sowie deren Beziehung zu medizinischen und therapeutischen Disziplinen.

## Künstlerische Praxis
Seit 2018 arbeitet Isabella Woldt auch als Galeristin. Sie realisiert ihre eigenen Ausstellungsprojekte, die die zeitgenössische Kunst in den Dialog mit der historischen Kunst Moderne stellt; sie gestaltet selbst im Rahmen des Kunstlabels „Woldt concept“ fotografische und konzeptuelle Werke für künstlerische Forschung.

## Auszeichnungen
- 2005–2006 Stipendiatin der Aby-Warburg-Stiftung am Warburg Haus in Hamburg.
- 2008 wurde sie mit Aby Warburg Förderpreis (Stipendium) der Freien und Hansestadt Hamburg ausgezeichnet.[5]
- 2012 (Mai–Juli) war sie Gast Fellow am Deutschen Forum für Kunstgeschichte (DFK) in Paris.[6]
- 2014 (Spring Semester) war sie Fellow an der Italian Academy for Advanced Studies der Columbia University in New York.[7]

## Schriften (Auswahl)
- Architektonik der Formen in Shaftesburys Second Characters. Über soziale Neigung des Menschen, Kunstproduktion und Kunstwahrnehmung. München: Deutscher Kunstverlag, 2004. ISBN 978-3-422-06442-3.[8]
- Im Schatten von Berlin und Warschau. Adelssitze im Herzogtum Preußen und Nordpolen 1650–1850. Berlin: Reimer Verlag, 2010 (hrsg. zus. mit Tadeusz Zuchowski). ISBN 978-3-496-01410-2.[9]
- Im Dienst der Nation. Identitätsstiftungen und Identitätsbrüche in Werken der bildenden Kunst. Mnemosyne. Schriften des Internationalen Warburg Kollegs. Berlin: Akademie Verlag (DeGruyter), 2011 (zus. mit Matthias Krüger).[10]
- Aby Warburg. Gesammelte Schriften. Studienausgabe. Bd. II.2: Bilderreihen und Ausstellungen. Berlin: Akademie Verlag (DeGruyter), 2012 (Co-Hrsg.).[11][12]
- Reclam Städteführer Prag. Kunst und Architektur. Ditzingen: Reclam 2012.[13]